# Chencang (köpinghuvudort i Kina, Shaanxi, lat 34,37, long 107,21)
Chencang är en köpinghuvudort i Kina. Den ligger i provinsen Shaanxi, i den nordvästra delen av landet, omkring 160 kilometer väster om provinshuvudstaden Xi'an. Antalet invånare är 49 100. Befolkningen består av 24 017 kvinnor och 25 083 män. Barn under 15 år utgör 15,0 %, vuxna 15-64 år 77 %, och äldre över 65 år 6,0 %.
Runt Chencang är det ganska tätbefolkat, med 239 invånare per kvadratkilometer. Närmaste större samhälle är Guozhen, 13,9 km öster om Chencang. Trakten runt Chencang består till största delen av jordbruksmark.
Genomsnittlig årsnederbörd är 754 millimeter. Den regnigaste månaden är september, med i genomsnitt 159 mm nederbörd, och den torraste är december, med 2 mm nederbörd.